# 吉文站
吉文站，位于中华人民共和国内蒙古自治区呼伦贝尔市鄂伦春自治旗吉文镇，是伊加铁路上的火车站，建于1960年，由中国铁路哈尔滨局集团管辖。

## 歷史
- 建于1960年。

## 車站周邊
- 吉文林业小学
- 吉文林业中学

## 外部連結
- 中国铁路客户服务中心（页面存档备份，存于）